# Градище (Косел)
Вижте пояснителната страница за други значения на Градище.
Градище (на македонска литературна норма: Градиште) е археологически обект, укрепено селище от Бронзовата епоха край охридското село Косел, Северна Македония.

## Местоположение
Градище се намира североизточно от селото, над селските къщи, от дясната страна на пътя за Ресен (А3).

## Описание
По краищата на заравнения връх на рида се забелязват следи от укрепление. На повърхността се откриват фрагменти от керамични съдове с груба текстура, ръчна изработка.
На 20 януари 1959 година Градище е обявено за паметник на културата.